# MTV Video Music Award para Melhor Coreografia
O MTV Video Music Award para Melhor Coreografia (em inglês, MTV Video Music Award for Best Choreography) é um prêmio dado ao artista, ao gerente do artista e ao coreógrafo do videoclipe no MTV Video Music Awards anualmente, apresentado pela primeira vez na cerimônia de 1984. De 1984 a 2007, o nome completo do prêmio foi Melhor Coreografia em um Vídeo. O maior vencedor é Frank Gatson com seis vitórias. Michael Rooney vem em seguida, com cinco vitórias.
Frank Gatson também é o coreógrafo mais indicado com onze indicações. Ele é seguido por Tina Landon com nove indicações (com apenas uma vitória). Os artistas cujos vídeos ganharam mais prêmios são Janet Jackson e Beyoncé, conquistando um total de quatro prêmios para coreografia. Os vídeos de Madonna receberam o maior número de indicações com doze.
Sete artistas ganharam um prêmio nesta categoria por seu trabalho coreografando ou co-coreografando seus próprios vídeos: Michael Jackson ("Thriller"), Prince ("Raspberry Beret"), Paula Abdul ("Straight Up"), Janet Jackson (" Rhythm Nation"), Madonna ("Ray of Light"), Shakira ("Hips Don't Lie"), Bruno Mars ("Treasure") e OK Go ("I Won't Let You Down"). Outros dez artistas/grupos foram Indicados por seu trabalho coreografando seus próprios vídeos: Toni Basil, Morris Day, Bobby Brown, MC Hammer, Marky Mark and the Funky Bunch, Quad City DJ's, Jason Kay, Janelle Monáe, Beyoncé e Solange.
O ator Christopher Walken ganhou este prêmio em 2001 por ajudar a coreografar o vídeo de "Weapon of Choice" de Fatboy Slim, no qual ele aparece dançando. Da mesma forma, Spike Jonze (como Richard Koufey) ganhou este prêmio em 1999 por sua própria dança no vídeo de "Praise You" de Fatboy Slim.

## Vencedores e indicados
| Ano  | Vencedor(a)(s)                                                     | Trabalho                                     | Intérprete(s)                                | Indicados | Ref.   |
| ---- | ------------------------------------------------------------------ | -------------------------------------------- | -------------------------------------------- | --- | ------ |
| 1984 | Michael Jackson e Michael Peters                                   | "Thriller"                                   | Michael Jackson                              | - "Beast of Burden" – Toni Basil (interpretada por Bette Midler) - "I'm Still Standing" – Arlene Phillips (interpretada por Elton John) - "Over My Head" – Toni Basil (interpretada por Toni Basil) - "She Works Hard for the Money" – Arlene Phillips (interpretada por Donna Summer) | [ 1 ]  |
| 1985 | David Atkins                                                       | "Sad Songs (Say So Much)"                    | Elton John                                   | - "The Glamorous Life" – Lesli Glatter (interpretada por Sheila E.) - "Like a Virgin" – Madonna (interpretada por Madonna) - "Material Girl" – Kenny Ortega (interpretada por Madonna) - "Private Dancer" – Arlene Phillips (interpretada por Tina Turner) - "When Doves Cry" – Prince (interpretada por Prince e The Revolution) - "Would I Lie to You?" – Eddie Baytos (interpretada por Eurythmics)                                                             | [ 2 ]  |
| 1986 | Prince                                                             | "Raspberry Beret"                            | Prince e The Revolution                      | - "Dress You Up" – Brad Jeffries (interpretada por Madonna) - "Like a Virgin (live)" – Brad Jeffries (interpretada por Madonna) - "The Oak Tree" – Russell Clark e Morris Day (interpretada por Morris Day) - "Sex as a Weapon" – Russell Clark (interpretada por Pat Benatar) | [ 3 ]  |
| 1987 | Paula Abdul                                                        | "Nasty"                                      | Janet Jackson                                | - "Higher Love" – Ed Love (interpretada por Steve Winwood) - "Open Your Heart" – Brad Jeffries (interpretada por Madonna) - "Walk Like an Egyptian" – Wendy Biller (interpretada por The Bangles) - "When I Think of You" – Paula Abdul e Michael Kidd (interpretada por Janet Jackson) | [ 4 ]  |
| 1988 | Barry Lather                                                       | "The Pleasure Principle"                     | Janet Jackson                                | - "Bad" – Michael Jackson, Gregg Burge e Jeffrey Daniel (interpretada por Michael Jackson) - "U Got the Look" – Cat Glover (interpretada por Prince) - "The Way You Make Me Feel" – Michael Jackson e Vincent Paterson (interpretada por Michael Jackson) - "We'll Be Together" – Barry Lather (interpretada por Sting) | [ 5 ]  |
| 1989 | Paula Abdul                                                        | "Straight Up"                                | Paula Abdul                                  | - "Every Little Step" – Bobby Brown (interpretada por Bobby Brown) - "Smooth Criminal" – Michael Jackson e Vincent Paterson (interpretada por Michael Jackson) - "You Got It (The Right Stuff)" – Tyrone Procter (interpretada por New Kids on the Block) | [ 6 ]  |
| 1990 | Janet Jackson e Anthony Thomas                                     | "Rhythm Nation"                              | Janet Jackson                                | - "Opposites Attract" – Paula Abdul (interpretada por Paula Abdul) - "U Can't Touch This" – MC Hammer e Ho Frat Hooo! (interpretada por MC Hammer) - "Vogue" – Luis Camacho e Jose Gutierrez (interpretada por Madonna) | [ 7 ]  |
| 1991 | Jamale Graves                                                      | "Gonna Make You Sweat (Everybody Dance Now)" | C+C Music Factory                            | - "Like a Virgin (Versão de Truth or Dare)" – Vincent Paterson (interpretada por Madonna) - "Love Will Never Do (Without You)" – Herb Ritts, Janet Jackson e Tina Landon (interpretada por Janet Jackson) - "Pray (Jam the Hammer Mix)" – MC Hammer e Ho Frat Hooo! (interpretada por MC Hammer) | [ 8 ]  |
| 1992 | Frank Gatson, Travis Payne e LaVelle Smith Jr.                     | "My Lovin' (You're Never Gonna Get It)"      | En Vogue                                     | - "Good Vibrations" – Marky Mark and the Funky Bunch (interpretada por Marky Mark and the Funky Bunch) - "Holiday (Versão deTruth or Dare)" – Vincent Paterson (interpretada por Madonna) - "Too Legit to Quit" – Hammer (interpretada por Hammer) | [ 9 ]  |
| 1993 | Frank Gatson, LaVelle Smith Jr. e Travis Payne                     | "Free Your Mind"                             | En Vogue                                     | - "Jam" – Barry Lather (interpretada por Michael Jackson) - "Real Love" – Leslie Segar (interpretada por Mary J. Blige) - "That's the Way Love Goes" – Tina Landon (interpretada por Janet Jackson) | [ 10 ] |
| 1994 | Frank Gatson e Randy Connor                                        | "Whatta Man"                                 | Salt-N-Pepa e En Vogue                       | - "Cantaloop (Flip Fantasia)" – Toledo (interpretada por Us3) - "If" – Tina Landon (interpretada por Janet Jackson) - "Pumps and a Bump" – Hammer e Randi G. (interpretada por Hammer) | [ 11 ] |
| 1995 | LaVelle Smith Jr., Tina Landon, Travis Payne e Sean Cheesman       | "Scream"                                     | Michael Jackson e Janet Jackson              | - "Baby" – Fatima Robinson (interpretada por Brandy) - "Human Nature" – Jamie King (interpretada por Madonna) - "My Love Is for Real" – Paula Abdul, Bill Bohl e Nancy O'Meara (interpretada por Paula Abdul) - "None of Your Business" – Randy Connor (interpretada por Salt-N-Pepa) | [ 12 ] |
| 1996 | Michael Rooney                                                     | "It's Oh So Quiet"                           | Björk                                        | - "C'mon N' Ride It (The Train)" – Quad City DJ's (interpretada por Quad City DJ's) - "Fastlove" – Vaughan e Anthea (interpretada por George Michael) - "Runaway" – Tina Landon (interpretada por Janet Jackson) | [ 13 ] |
| 1997 | Peggy Hickey                                                       | "The New Pollution"                          | Beck                                         | - "Been There, Done That" – Fatima e Swoop (interpretada por Dr. Dre) - "Men in Black" – Buddha Stretch (interpretada por Will Smith) - "Sugar Water" – Michel Gondry (interpretada por Cibo Matto) - "Virtual Insanity" – Jason Kay (interpretada por Jamiroquai) | [ 14 ] |
| 1998 | Madonna e Jonas Åkerlund                                           | "Ray of Light"                               | Madonna                                      | - "Gettin' Jiggy wit It" – Buddha Stretch (interpretada por Will Smith) - "Put Your Hands Where My Eyes Could See" – Fatima Robinson (interpretada por Busta Rhymes) - "We Trying to Stay Alive" – Henry e Crazy Legs (interpretada por Wyclef Jean) | [ 15 ] |
| 1999 | Richard Koufey e Michael Rooney                                    | "Praise You"                                 | Fatboy Slim                                  | - "...Baby One More Time" – Randy Connor (interpretada por Britney Spears) - "Livin' la Vida Loca" – Tina Landon (interpretada por Ricky Martin) - "Wild Wild West" – Fatima Robinson (interpretada por Will Smith com part. de Dru Hill e Kool Moe Dee) | [ 16 ] |
| 2000 | Darrin Henson                                                      | "Bye Bye Bye"                                | 'N Sync                                      | - "So Pure" – Kevin O'Day e Anne White (interpretada por Alanis Morissette) - "Try Again" – Fatima Robinson (interpretada por Aaliyah) - "Waiting for Tonight" – Tina Landon (interpretada por Jennifer Lopez) - "What a Girl Wants" – Tina Landon (interpretada por Christina Aguilera) | [ 17 ] |
| 2001 | Michael Rooney, Spike Jonze and Christopher Walken                 | "Weapon of Choice"                           | Fatboy Slim                                  | - "All for You" – Shawnette Heard, Marty Kudelka e Roger Lee (interpretada por Janet Jackson) - "Don't Tell Me" – Jamie King (interpretada por Madonna) - "Lady Marmalade" – Tina Landon (interpretada por Christina Aguilera, Lil' Kim, Mýa e Pink com part. de Missy "Misdemeanor" Elliott) | [ 18 ] |
| 2002 | Michael Rooney                                                     | "Can't Get You Out of My Head"               | Kylie Minogue                                | - "Family Affair" – Fatima Robinson (interpretada por Mary J. Blige) - "I'm a Slave 4 U" – Wade Robson (interpretada por Britney Spears) - "U Don't Have to Call" – Rosero (interpretada por Usher) | [ 19 ] |
| 2003 | Frank Gatson e LaVelle Smith Jr.                                   | "Crazy in Love"                              | Beyoncé (com part. de Jay-Z)                 | - "Dirrty" – Jeri Slaughter (interpretada por Christina Aguilera com part. de Redman) - "I'm Glad" – Jamie King e Jeffrey Hornaday (interpretada por Jennifer Lopez) - "My Love Is Like...Wo" – Travis Payne (interpretada por Mýa) - "Rock Your Body" – Marty Kudelka (interpretada por Justin Timberlake) | [ 20 ] |
| 2004 | Fatima Robinson                                                    | "Hey Mama"                                   | The Black Eyed Peas                          | - "I'm Really Hot" – Hi-Hat (interpretada por Missy Elliott) - "Like Glue" – Tanisha Scott (interpretada por Sean Paul) - "Naughty Girl" – Frank Gatson e LaVelle Smith Jr. (interpretada por Beyoncé) - "Yeah!" – Devyne Stephens (interpretada por Usher com part. de Ludacris e Lil Jon) | [ 21 ] |
| 2005 | Kishaya Dudley                                                     | "Hollaback Girl"                             | Gwen Stefani                                 | - "1 Thing" – Jamaica Craft (interpretada por Amerie) - "Get Right" – Richmond Talauega e Anthony Talauega (interpretada por Jennifer Lopez) - "Helena" – Michael Rooney (interpretada por My Chemical Romance) - "Lose Control" – Hi-Hat (interpretada por Missy Elliott com part. de Ciara and Fatman Scoop) | [ 22 ] |
| 2006 | Shakira                                                            | "Hips Don't Lie"                             | Shakira (com part. de Wyclef Jean)           | - "Ain't No Other Man" – Jeri Slaughter (interpretada por Christina Aguilera) - "Buttons" – Mikey Minden (interpretada por The Pussycat Dolls com part. de Snoop Dogg) - "Hung Up" – Stefanie Roos (interpretada por Madonna) - "Temperature" – Tanisha Scott (interpretada por Sean Paul) | [ 23 ] |
| 2007 | Marty Kudelka                                                      | "Let Me Talk to You/My Love"                 | Justin Timberlake (com part. de T.I.)        | - "Beautiful Liar" – Frank Gatson (interpretada por Beyoncé e Shakira) - "Like a Boy" – Jamaica Craft (interpretada por Ciara) - "Tambourine" – Tanisha Scott e Jamaica Craft (interpretada por Eve com part. de Swizz Beatz) - "Wall to Wall" – Rich & Tone e Flii Stylz (interpretada por Chris Brown) | [ 24 ] |
| 2008 | Michael Rooney                                                     | "Run"                                        | Gnarls Barkley                               | - "Chasing Pavements" – Marguerite Derricks (interpretada por Adele) - "Forever" – Tone & Rich (interpretada por Chris Brown) - "Kiss Kiss" – Flii Stylz (interpretada por Chris Brown com part. de T-Pain) - "When I Grow Up" – Robin Antin e Mikey Minden (interpretada por The Pussycat Dolls) | [ 25 ] |
| 2009 | Frank Gatson e JaQuel Knight                                       | "Single Ladies (Put a Ring on It)"           | Beyoncé                                      | - "Circus" – Andre Fuentes (interpretada por Britney Spears) - "Goodbye" – Jamaica Craft (interpretada por Kristinia DeBarge) - "Jai Ho! (You Are My Destiny)" – Robin Antin e Mikey Minden (interpretada por A. R. Rahman e The Pussycat Dolls com part. de Nicole Scherzinger) - "Love Sex Magic" – Jamaica Craft e Marty Kudelka (interpretada por Ciara com part. de Justin Timberlake)                                                                        | [ 26 ] |
| 2010 | Laurieann Gibson                                                   | "Bad Romance"                                | Lady Gaga                                    | - "OMG" – Aakomon "AJ" Jones (interpretada por Usher com part. de will.i.am) - "Telephone" – Laurieann Gibson (interpretada por Lady Gaga com part. de Beyoncé) - "Tightrope" – Janelle Monáe e the Memphis Jookin Community (interpretada por Janelle Monáe com part. de Big Boi) - "Video Phone (Extended Remix)" – Frank Gatson, Phlex e Bryan Tanaka (interpretada por Beyoncé com part. de Lady Gaga)                                                         | [ 27 ] |
| 2011 | Frank Gatson, Sheryl Murakami e Jeffrey Page                       | "Run the World (Girls)"                      | Beyoncé                                      | - "Judas" – Laurieann Gibson (interpretada por Lady Gaga) - "The Lazy Song" – Bruno Mars e Poreotics (interpretada por Bruno Mars) - "Party Rock Anthem" – Hokuto "Hok" Konishi (interpretada por LMFAO com part. de Lauren Bennett r GoonRock) - "Till the World Ends" – Brian Friedman (interpretada por Britney Spears) | [ 28 ] |
| 2012 | Anwar "Flii" Burton                                                | "Turn Up the Music"                          | Chris Brown                                  | - "Countdown" – Danielle Polanco, Frank Gatson, Beyoncé e Anne Teresa De Keersmaeker (interpretada por Beyoncé) - "Dance Again" – JR Taylor (interpretada por Jennifer Lopez com part. de Pitbull) - "Levels" – Richy Greenfield e Petro Papahadjopoulos (interpretada por Avicii) - "Where Have You Been" – Hi-Hat (interpretada por Rihanna) | [ 29 ] |
| 2013 | Bruno Mars                                                         | "Treasure"                                   | Bruno Mars                                   | - "Body Party" – Jamaica Craft (interpretada por Ciara) - "Fine China" – Richmond Talauega, Anthony Talauega e Anwar "Flii" Burton (interpretada por Chris Brown) - "Live It Up" – J.R. Taylor and Beau Smart (interpretada por Jennifer Lopez com part. de Pitbull) - "#thatPOWER" – Fatima Robinson e Ryo Noguchi (interpretada por will.i.am com part. de Justin Bieber)                                                                                        | [ 30 ] |
| 2014 | Ryan Heffington                                                    | "Chandelier"                                 | Sia                                          | - "Good Kisser" – Jamaica Craft and Todd Sams (interpretada por Usher) - "Hideaway" – Ljuba Castot (interpretada por Kiesza) - "Love Never Felt So Good" – Rich e Tone Talauega (interpretada por Michael Jackson e Justin Timberlake) - "Partition" – Svetlana Kostantinova, Philippe Decouflé, Danielle Polanco e Frank Gatson (interpretada por Beyoncé) - "Talk Dirty" – Amy Allen (interpretada por Jason Derulo com part. de 2 Chainz)                       | [ 31 ] |
| 2015 | OK Go, air:man e Mori Harano                                       | "I Won't Let You Down"                       | OK Go                                        | - "7/11" – Beyoncé, Chris Grant e Gabriel Valenciano (interpretada por Beyoncé) - "Don't" – Nappytabs (interpretada por Ed Sheeran) - "Gold" – Ryan Heffington (interpretada por Chet Faker) - "Never Catch Me" – Keone Madrid e Mari Madrid (interpretada por Flying Lotus com part. de Kendrick Lamar) | [ 32 ] |
| 2016 | Chris Grant, JaQuel Knight e Dana Foglia                           | "Formation"                                  | Beyoncé                                      | - "Delilah" – Holly Blakey (interpretada por Florence + the Machine) - M3LL155X – FKA Twigs (interpretada por FKA Twigs) - "Sorry" – Chris Grant, JaQuel Knight, Dana Foglia, Anthony Burrell e Beyoncé Knowles Carter (interpretada por Beyoncé) - "WTF (Where They From)" – Hi-Hat (interpretada por Missy Elliott com part. de Pharrell) | [ 33 ] |
| 2017 | Teyana Taylor, Guapo, Matthew Pasterisa, Jae Blaze e Derek Watkins | "Fade"                                       | Kanye West                                   | - "Down" – Sean Bankhead (interpretada por Fifth Harmony com part. de Gucci Mane) - "The Greatest" – Ryan Heffington (interpretada por Sia) - "Humble" – Dave Meyers (interpretada por Kendrick Lamar) - "Side to Side" – Brian e Scott Nicholson (interpretada por Ariana Grande com part. de Nicki Minaj) | [ 34 ] |
| 2018 | Sherrie Silver                                                     | "This Is America"                            | Childish Gambino                             | - "Apeshit" – Sidi Larbi Cherkaoui e JaQuel Knight (interpretada por The Carters) - "Filthy" – Marty Kudelka, AJ Harpold, Tracey Phillips e Ivan Koumaev (interpretada por Justin Timberlake) - "Finesse (Remix)" – Phil Tayag e Bruno Mars (interpretada por Bruno Mars com part. de Cardi B) - "Havana" – Calvit Hodge, Sara Bivens e Galen Hooks (interpretada por Camila Cabello com part. de Young Thug) - "IDGAF" – Marion Motin (interpretada por Dua Lipa) | [ 35 ] |
| 2019 | Charm La'Donna                                                     | "Con altura"                                 | Rosalía e J Balvin (com part. de El Guincho) | - "Almeda" – Maya Taylor e Solange Knowles (interpretada por Solange) - "Boy with Luv" – Son Sungdeuk e Quick Crew (interpretada por BTS com part. de Halsey) - "Cellophane" – Kelly Yvonne (interpretada por FKA Twigs) - "No New Friends" – Ryan Heffington (interpretada por LSD) - "Señorita" – Calvit Hodge (interpretada por Shawn Mendes e Camila Cabello)                                                                                                  | [ 36 ] |
| 2020 | The Lab e Son Sung Deuk                                            | "On"                                         | BTS                                          | - "Bop" – DaniLeigh and Cherry (interpretada por DaBaby) - "Honey Boo" – Kyle Hanagami (interpretada por CNCO e Natti Natasha) - "Motivation" – Sean Bankhead (interpretada por Normani) - "Physical" – Charm La'Donna (interpretada por Dua Lipa) - "Rain on Me" – Richy Jackson (interpretada por Lady Gaga e Ariana Grande) | [ 37 ] |
| 2021 | Paul Roberts                                                       | "Treat People with Kindness"                 | Harry Styles                                 | - "34+35" – Brian Nicholson e Scott Nicholson (interpretada por Ariana Grande) - "Bad Habits" – Natricia Bernard (interpretada por Ed Sheeran) - "Be Kind" – Dani Vitale (interpretada por Marshmello and Halsey) - "Butter" – Son Sung Deuk com BHM Performance Directing Team (interpretada por BTS) - "Shame Shame" – Nina McNeely (interpretada por Foo Fighters)                                                                                              | [ 38 ] |
| 2022 | "Fullout Cortland" (Cortland Brown)                                | "Woman"                                      | Doja Cat                                     | - "As It Was" – Yoann Bourgeois (interpretada por Harry Styles) - "Industry Baby" – Sean Bankhead (interpretada por Lil Nas X e Jack Harlow) - "Permission to Dance" – Big Hit Music Performance Directing Team (interpretada por BTS) - "Tears in the Club" – Sean Bankhead e Zoï Tatopoulos (interpretada por FKA Twigs com part. de The Weeknd) - "Wild Side" – Sean Bankhead (interpretada por Normani com part. de Cardi B)                                   | [ 39 ] |
| 2023 | Kiel Tutin, Sienna Lalau, Lee Jung (YGX) e Taryn Cheng (YGX)       | "Pink Venom"                                 | Blackpink                                    | - "Dance the Night" – Charm La'Donna (interpretada por Dua Lipa) - "Her" – Sean Bankhead (interpretada por Megan Thee Stallion) - "Middle of a Breakup" – Monika Felice Smith (interpretada por Panic! at the Disco) - "Unholy" – (La)Horde (Marine Brutti, Jonathan Debrouwer e Arthur Harel) (interpretada por Sam Smith e Kim Petras) - "Waffle House" – Jerry Reeve (interpretada por Jonas Brothers)                                                          | [ 40 ] |